# Juan Soldado
Juan Castillo Morales (Oaxaca de Juárez, 7 de septiembre de 1914-Tijuana, Baja California; 17 de febrero de 1938), más conocido por su apodo Juan Soldado, fue un militar mexicano que perteneció al Ejército Mexicano y fue ejecutado en el cementerio de Tijuana, Baja California, el 17 de febrero de 1938 tras haberse declarado culpable, en corte marcial, de la violación y asesinato de la niña Olga Camacho Martínez.
Se le venera en la región noroccidental de México y sudoeste de los Estados Unidos como un santo popular (no reconocido por la Iglesia católica). Aquellos que creen en sus milagros dicen que fue acusado falsamente y que a través de su intercesión espiritual, pueden conseguir ayuda en problemas de salud, familiares o facilitar el cruce fronterizo a los inmigrantes indocumentados. Es por ello por lo que se le considera el santo patrono de los inmigrantes indocumentados [mexicanos]. La imagen que se venera de él es considerada como una representación idealizada de un soldado, a veces raso y a veces con insignias de oficial, no obstante todas ellas no guardan concordancia con la imagen que se tiene de Castillo Morales en fotografías.

## Juan Soldado, la primera víctima urbana de Tijuana
Poco se sabe de la causa del cierre de empresas, que era la principal fuente de ingresos y dejó sin medio de subsistencia a cientos o miles de tijuanenses. Los más perjudicados fueron quienes laboraban en los negocios clausurados.
Los trabajadores que de la noche a la mañana se quedaron sin empleo exigieron a sus empleadores una justa indemnización. Al serles negada, obtuvieron del gobierno federal la concesión para explotar los casinos como centro turístico. Sin embargo a espaldas del presidente mexicano los trabajadores del casino, en contubernio con políticos locales y el Secretario de Gobernación, se tomaron la libertad de reinstalar los juegos de apuesta. Al enterarse el general Cárdenas de que los juegos de azar estaban nuevamente funcionando, canceló el permiso que había extendido a los trabajadores para explotar el lugar como centro turístico y expropió el casino de Agua Caliente para convertirlo en centro escolar. El decreto fue expedido en diciembre de 1937.
La expropiación irritó a los líderes sindicales que organizaron un movimiento de protesta contra la expropiación. A su movimiento lo llamaron "huelga de los sentados" y tomaron la presidencia municipal. Los líderes sindicales querían revertir la expropiación a la fuerza, y que se les permitiera operar nuevamente el casino. En ese clima de agitación ocurrió la muerte de la niña Olga Camacho Martínez, hija de uno de los líderes del movimiento.
Es necesario narrar lo anterior porque algunas personas entrelazan dos acontecimientos distintos que concuerdan en lugar y fecha.
Algunos periodistas de habla inglesa que han investigado el suceso han publicado que la muerte de Juan Castillo Morales, alias Juan Soldado, se debió a la presión que los líderes del movimiento llamado "huelga de los sentados" ejercieron sobre la autoridad para aclarar el crimen y que el gobierno para calmar los ánimos aplicó la ley fuga a un inocente. La historia es otra.
En la tarde-noche del 13 de febrero de 1938, desapareció frente a su casa la menor de ocho años Olga Camacho Martínez. En ese tiempo la ciudad de Tijuana solo tenía 19 000 habitantes, por lo que todos los vecinos se conocían. Al día siguiente, la pequeña ciudad era un caos, todos los vecinos estaban buscando la niña y hacia las diez de la mañana unos niños encontraron el cuerpecito degollado y ultrajado de la menor.
Era tan pequeña la ciudad que fue fácil para la policía detener sospechosos, en el esclarecimiento del crimen contribuyó la ciudad de San Diego enviando a su agente Ed Dieckmann, jefe de dactilografía del condado de San Diego. En cuanto Mr. Dieckmann vio la escena del crimen se dio cuenta de que era un crimen fácil de resolver ya que el homicida había dejado huellas por doquier. Incluso había huellas del calzado del asesino que tenían una especial particularidad, la huella marcaba un diamante en el centro de la suela del zapato.

## Confiesa el crimen

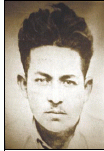
Foto de Juan Castillo Morales.

Entre los sospechosos estaba el soldado Juan Castillo Morales, conocido posteriormente como Juan Soldado, un soldado raso quien después de horas de interrogatorio, y con pruebas circunstanciales que no eran definitivas por lo que no aceptaba su culpabilidad fue encarado por quién se dice era su mujer, según la cual la noche en que desapareció la niña Olga Camacho, Juan Castillo Morales, Juan Soldado, apareció en la casa de su pareja manchado de sangre, se quitó la ropa y le pidió que la lavara. Al revisar la ropa la policía encontró fibras de tela que correspondían con las encontradas en las uñitas de la niña asesinada.
"Su presencia [de la mujer] con la ropa [ensangrentada del soldado] fue la calamitosa puntilla para Juan Castillo Morales, quién dejó caer la cabeza entre las manos y dijo, sollozando, que él había sido. Cuando Olga salió de la tienda La Corona le había dado en la cabeza con una pierda. La niña empezó a sangrar copiosamente. Tomó a su víctima en brazos y se la llevó a la zona de los establos que quedaban detrás del cuartel militar. Allí la violó, luego la mató y la traslado al garage, donde le cortó el cuello con un vidrio." 
De alguna manera toda esa información se filtró y los vecinos exigieron que se les entregara el soldado para lincharlo, por lo que se iniciaron disturbios. Durante la revuelta fue incendiada la jefatura de policía y la oficina de gobierno de la ciudad. Se habla de que hubo más de cien detenidos que participaron en los disturbios.
La policía local se deslindó de los hechos, bajo el argumento de que el asesino era un militar y el crimen estaba fuera de su jurisdicción, por lo que la justicia cambió de rango. Fue comandante de la plaza militar, el general Contreras, en quien recayó el hacer justicia. Con las pruebas exhibidas por la policía local, por el jefe de la policía de San Diego y por el personal del naciente FBI a cargo del agente William Menke, la justicia militar optó por hacer un juicio militar sumario al asesino Juan Castillo Morales (a) Juan Soldado, a la vista del grave crimen que cometió y la confesión que hizo sin ningún tipo de presión. Fue encontrado culpable y sentenciado a muerte por el tribunal militar.

## Le aplican la Ley Fuga

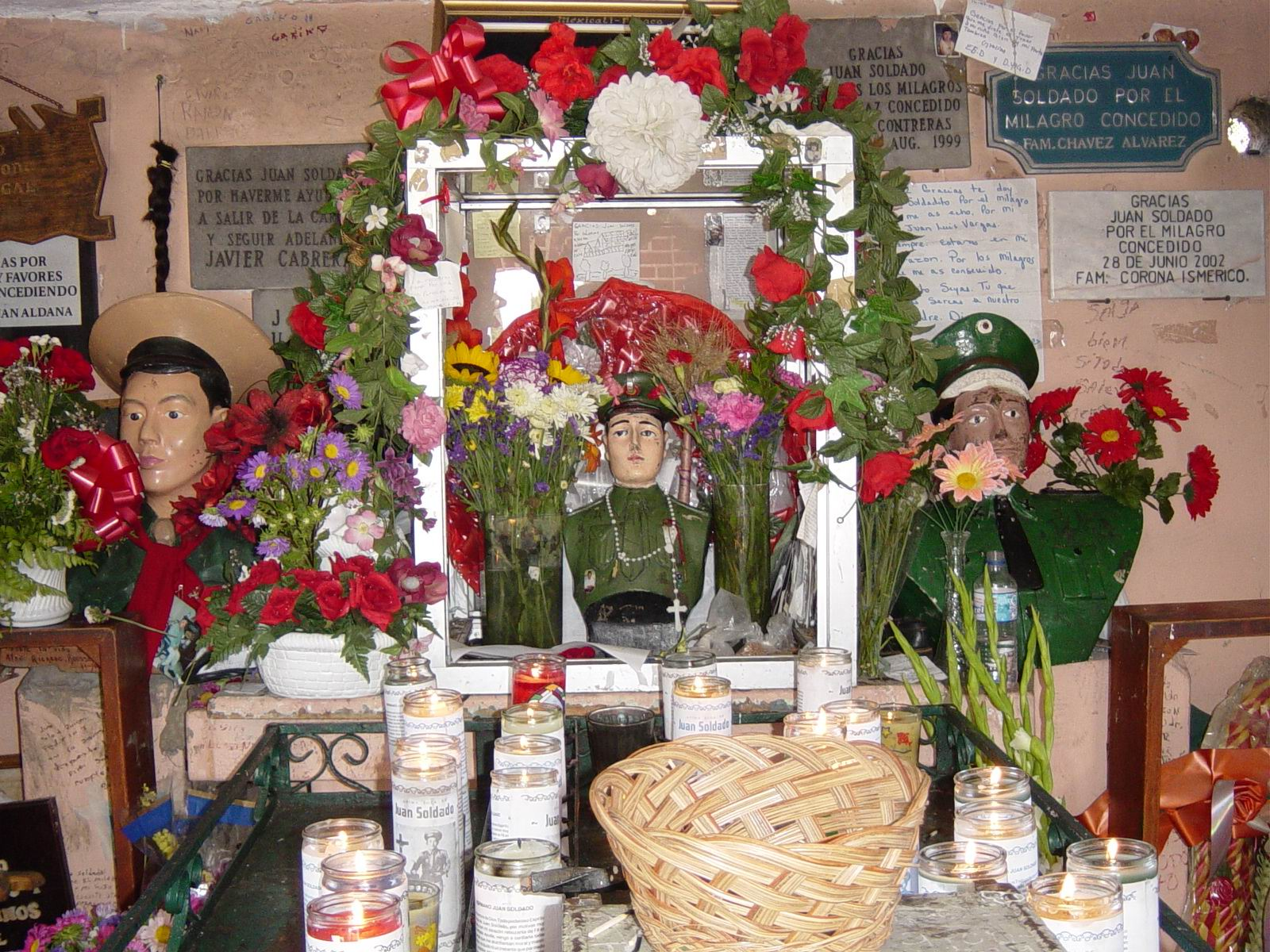
La tumba de Juan Soldado.

La Ley Fuga fue un tipo de ejecución extraoficial e ilegal muy utilizado en México durante el porfirismo y también durante el periodo de la Revolución mexicana. Su antecedente más remoto se encuentra documentado en la década de 1830, cuando el "presidente Anastacio Bustamente la usó contra dos hombres que se rebelaron contra su gobierno [...] Los insurgentes se habían rendido con la promesa de que se les respetaría la vida. Amarrados de pies y manos, y escoltados por veinte dragones, se los llevó a lomo de mula a las afueras de la ciudad de México donde, según el informe oficial, se les disparó cuando trataban de huir." 
Así pues, dicha ejecución consiste aparentar un intento de escape de un detenido para argumentar que en el forcejo el acusado fue muerto ya sea por las balas de sus custodios o bien de sus compinches al intentar liberarlo. 
En el caso de Castillo Morales, la aplicación de la Ley Fuga fue sui géneris puesto que oficialmente nunca se ha reconocido la existencia de esta práctica por parte de las autoridades, pero no solo eso; se acordó que la aplicación de la misma fuera pública y no en algún lugar solitario, como comúnmente se hace.
Vale la pena transcribir textualmente la reconstrucción de la ejecución que hace Paul J. Vanderwood (2008) en su obra:

Los dos pelotones de fusilamiento, cada uno de ellos con siete hombres armados de rifles y un oficial a cargo, estaban instalados cerca del pie de la pendiente, hacia el fondo del cementerio. Las ejecuciones normales, con un blanco estacionario, no requerían más que un pelotón. En este caso el soldado correría para salvarse, de modo que los comandantes no quisieron correr riesgos y prepararon dos grupos de verdugos. Los soldados fueron empujando al prisionero, y hasta cargándolo a ratos por los brazos, hacia la ladera, alejándolo de los espectadores, y le ordenaron que corriese, que tratase de escaparse. Castillo Morales titubeó: sabía lo que le esperaba. Entonces, con las lágrimas corriéndole por las mejillas, brincó hacia la libertad como un ciervo asustado. Más o menos en ese momento, y directamente en el camino del prisionero hacia la huida, apareció un niño de 11 años que jalaba un carrito con dos botes de desperdicios para los cerdos. Iba cortando camino por el cementerio, al parecer como solía hacerlo. El soldado condenado agitó los brazos y le gritó que no siguiese caminando. El chico, sobresaltado, entendió de qué se trataba, dejó el carrito y se retiró rápidamente. El soldado brincó una pequeña cerca de alambre de púas, una de las varias que serían para evitar que los animales sueltos entrasen al camposanto, manteniéndolos lejos de las tumbas y de su contenido en descomposición. La primera ráfaga le dio en la espalda y lo derribó. Cayó de rodillas, se levantó dando traspiés y continuó, tambaleándose, otros quince metros; cruzó la segunda barrera de alambre, pidiendo piedad a gritos, y tras unos segundos llegó la segunda ráfaga, que lo hizo caer boca abajo. Se quedó así un instante y después, con la boca abierta, hizo, ya en agonía, un último intento por ponerse de pie, cuando la tercera ráfaga de balas extinguió lo que aún le quedaba de vida. Un oficial le aplicó el tiro de gracia.

## Nace la leyenda
El doctor Alejandro F. Lugo Perales, expresidente de la Sociedad de Historia de Tijuana dice que (...) "hay un antiguo rito moro en el que los agresores lanzan piedras a la tumba de la víctima pidiéndole perdón, eso fue lo que pasó con Juan Soldado, la gente comenzó a lanzar piedras a la tumba y no faltó quien dijera que éstas hacían milagros". Otra versión dice que algunos mirones recogieron las piedras ensangrentadas del lugar donde cayó y las colocaron alrededor de su tumba en un acto de arrepentimiento.
Actualmente en el viejo panteón de Puerta Blanca existen dos pequeñas capillas dedicadas a Juan Soldado, en la primera capilla es en la que se dice que está sepultado; en ambas le rinden culto personas que tienen problemas para ingresar en Estados Unidos o se dedican al tráfico de personas en la frontera. Ambas capillitas están repletas de exvotos y cartas de agradecimiento por supuestos favores y milagros recibidos.
Es necesario resaltar que la imagen que se venera en el panteón no corresponde con la fotografía que se conoce de él. En la imagen venerada aparece un militar a un lado de una mesa que sostiene un cristo crucificado, el mensaje subliminal es "lo mataron por ser creyente", nada más lejos de la realidad, la fotografía que se conoce de Juan Castillo Morales (se muestra arriba) nos muestra el rostro de un individuo distinto.

## Entrevista a un tío de la niña Olga Camacho Martínez
En una entrevista que concedió en julio de 1991 José María Camacho, tío de la niña Olga Camacho a la periodista Aída Silva Hernández para un artículo que fue publicado en el semanario Zeta de Tijuana, declaró:
De rodillas van hasta su tumba ¿Cómo puede ser eso?. (...) La niña salió de su casa en la calle segunda y pasó por la guarnición (militar) de la plaza, no regresaba y no regresaba, así que comenzamos a buscarla por todos lados y nada.
Seguimos buscando, hasta que por fin la encontraron en el garaje de la guarnición. Estaba casi descuartizada. Violada, y la niña con cabellos de soldado en la mano; lógicamente había tratado de defenderse. Dimos aviso a la policía y todo, por entonces estaba el general Contreras de jefe de guarnición. Le achacaban el crimen a un capitán. Mentiras. Fue él, fue Juan Soldado, inclusive llegó a su casa todo sangrado y su esposa lo vio.
Se levantó el pueblo indignado por el asesinato. Todos se sublevaron. Se quemó el Palacio de Gobierno y la Comandancia de Policía en protesta porque el general andaba indeciso. A Juan Soldado ya lo habían agarrado, pero no sabían si él tenía la culpa.
(...) Por cierto que en una ocasión me encontré al que trabajaba en la Comandancia de Policía - era cabo - y dijo: "Fíjate Chema, que este hombre (Juan Soldado) yo lo tuve en la comandancia y me confesó que él había sido. Que estimaba mucho a la niñita, sabiendo que vivía a media cuadra de la plaza. Me confesó todo. Que él la había matado y que por el efecto de la marihuana había hecho eso". Así que estaba drogado cuando mató a la niña. Después le achacaron el crimen a un Capitán, pero puras mentiras.

## Epílogo
En tanto la tumba de Juan Castillo Morales recibe a diario la visita de muchas personas creyentes en sus milagros y que van a orar y rogar por favores, la tumba de la niña Olga Camacho Martínez permanece en el olvido. Por ser el único panteón municipal disponible en esos días tanto la niña como su victimario fueron sepultados en el panteón municipal "número uno" conocido también como panteón de "puerta blanca". Posteriormente, la familia de la niña Olga cambió su restos al panteón municipal "número dos", en donde aún yacen y su tumba se conoce entre quienes conocen la historia de su muerte como la "tumba olvidada".